# Дзюньківська волость
Дзюнківська волость — адміністративно-територіальна одиниця Бердичівського повіту Київської губернії з центром у містечку Дзюньків.
Станом на 1886 рік складалася з 10 поселень, 8 сільських громад. Населення — 8346 осіб (4207 чоловічої статі та 4139 — жіночої), 1059 дворових господарства.
У 1900 році волость складалась з 9 поселень — 1 містечка і 8 сіл, у волості проживало 14673 мешканців, з яких було 783 католики, 25 розкольників, 44 євангелісти, 1884 євреї.
|                     | Площа, десятин | У тому числі орної, десятин |
| ------------------- | -------------- | --------------------------- |
| Сільських громад    | 6435           | 5583                        |
| Приватної власності | 7822           | 5299                        |
| Іншої власності     | 432            | 250                         |
| Загалом             | 14689          | 11132                       |

Поселення волості:
- Дзюньків — колишнє власницьке містечко при річці Рось за 95 верст від повітового міста, 1715 осіб, 313 дворів, 2 православні церкви, 2 православні каплиці, синагога, 2 єврейських молитовних будинки, 3 постоялих двори, 5 постоялих будинків, 11 лавок, базари щоп'ятниці, 2 кузні, 2 водяних млини, шкіряний і винокурний заводи. За 11 верст — поштова станція з постоялим будинком.
- Долотецьке — колишнє власницьке село, 332 особи, 46 дворів, православна церква, постоялий будинок.
- Круподеринці — колишнє власницьке село при річці Рось, 638 осіб, 103 двори, 2 православні церкви, 2 постоялих будинки, водяний млин.
- Наказне — колишнє власницьке село при річці Козі (Коліка), 610 особи, 116 дворів, православна церква, 2 постоялих будинки.
- Попівці — колишнє власницьке село при струмкові, 608 осіб, 103 двори, православна церква, постоялий будинок.
- Розкопана — колишнє власницьке село при річці Козі (Коліка), 844 особи, 152 двори, православна церква, школа, постоялий двір, постоялий будинок.
- Саражинці — колишнє власницьке село при річці Рось, 721 особа, православна церква, постоялий будинок, водяний млин.